# Albizia jaubertiana
Albizia jaubertiana är en ärtväxtart som beskrevs av Eugène Pierre Nicolas Fournier. Albizia jaubertiana ingår i släktet Albizia och familjen ärtväxter. Inga underarter finns listade i Catalogue of Life.